# Directors Guild of America Award

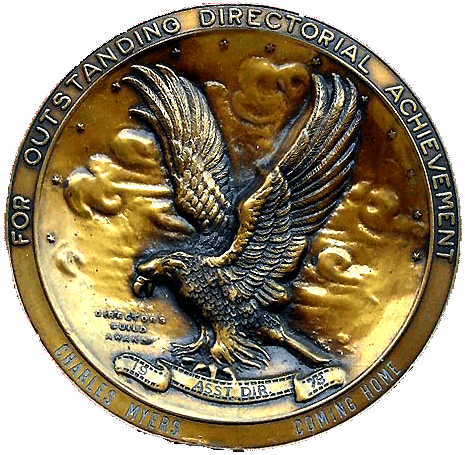
DGA Award

De Directors Guild of America Award (DGA Award) is een film- en televisieprijs voor regisseurs, die jaarlijks in verschillende categorieën wordt uitgereikt door de Directors Guild of America. 

## Categorieën
De eerste DGA Award was de "Honorary Life Member" award, welke in 1938 voor het eerst werd uitgereikt. In 1949 kwam hier de DGA Award voor "Outstanding Directorial Achievement in Motion Pictures" bij. Tegenwoordig telt de prijs de volgende categorieën:
Film
- Regie film
- Regie documentaire
- Regie debuutfilm

Televisie
- Regie kinderprogramma
- Regie dramaserie
- Regie komedieserie
- Regie televisiefilm en miniserie
- Regie commercial
- Regie variety-, praat-, nieuws- of sportprogramma – regulier
- Regie variety-, praat-, nieuws- of sportprogramma – special
- Regie realityprogramma

Diensten en prestaties
- Honorary Life Member Award
- Robert B. Aldrich Award
- Frank Capra Achievement Award
- Franklin J. Schaffner Achievement Award

## Achtergrond
De DGA Award voor beste film is vrijwel altijd een goede indicatie voor wie de winnaar zal zijn van de Academy Award voor beste regisseur. Slechts een paar keer sinds de invoering van de DGA Award voor beste film won de winnaar van deze prijs niet de Academy Award.